# Manuel van Loggem
Manuel van Loggem (ur. 8 marca 1916 w Amsterdamie, zm. 8 kwietnia 1998 tamże) – holenderski psycholog, pisarz, krytyk literacki.
Był doktorem psychologii oraz pisarzem. Jako twórca literatury zajmował się głównie teatrem tworząc sztuki sceniczne oraz rozprawy teoretyczne. Pisał też powieści i opowiadania głównie z gatunku science fiction.